# Halvar Gustafsson
Halvar Gustafsson, född den 24 april 1887 i Agnetorps församling, Skaraborgs län, död den 3 april 1953 i Engelbrekts församling, Stockholms överståthållareskap, var en svensk arméofficer (generalmajor). Han var från 1931 ledamot i Kungliga Krigsvetenskapsakademien.

## Biografi
Halvar Gustafsson föddes 1887 som son till disponenten Hans Gustafsson och Fanny Maria von Zweigbergk. 31 maj 1905 avlade han studentexamen vid Skara högre allmänna läroverk och blev 6 dagar senare officersvolontär vid Smålands artilleriregemente (A 6). Efter studier vid Kungliga Krigsskolan avlade han officersexamen den 14 december 1907.
Efter att ha tjänstgjort vid A 6 i drygt tio år blev han 1918 artilleristabsofficer och från 1924 chef för Arméförvaltningens artilleridepartements konstruktionsavdelning. Redan innan han tillträdde chefskapet men framförallt därefter var Gustafsson mycket engagerad i utvecklingen av nya konstruktioner för dåvarande luftvärnsartilleriets ändamål. Han företog även en mängd resor till utlandet, både europeiska länder och U.S.A, för att därstädes inhämta idéer till nya konstruktioner. 
Han blev 1930 chef för departementets industriavdelning och tillträdde 1931 posten som fälttygmästare och chef för Arméförvaltningens artilleridepartements militärbyrå. Efter den påbörjade upprustningen genom försvarsbeslutet 1936 fick Gustafsson ansvaret för att anförskaffa nödvändig materiel till den svenska Krigsmakten. Anskaffningen av stridsvagnar vållade bland annat svåra bekymmer sedan de 1937, 100 beställda tjeckoslovakiska stridsvagnarna, rekvirerats av tyskarna efter dessas annektering av Tjeckoslovakien.
1939 erhöll Halvar Gustafsson befordran till generalmajor och utnämndes till generalfälttygmästare. Under sin tid som generalfälttygmästare hade Gustafsson mycket att göra med tanke på att tjänstetiden till stor del sammanföll med Andra världskriget och Sveriges kraftiga upprustning. Han hanterade då bland annat Arméns motorisering och avhästning.

## Militär karriär
- 1905 - Volontär
- 1907 - Underlöjtnant
- 1913 - Löjtnant
- 1922 - Kapten
- 1929 - Major
- 1933 - Överstelöjtnant
- 1936 - Överste
- 1939 - Generalmajor